# 독일의 국색

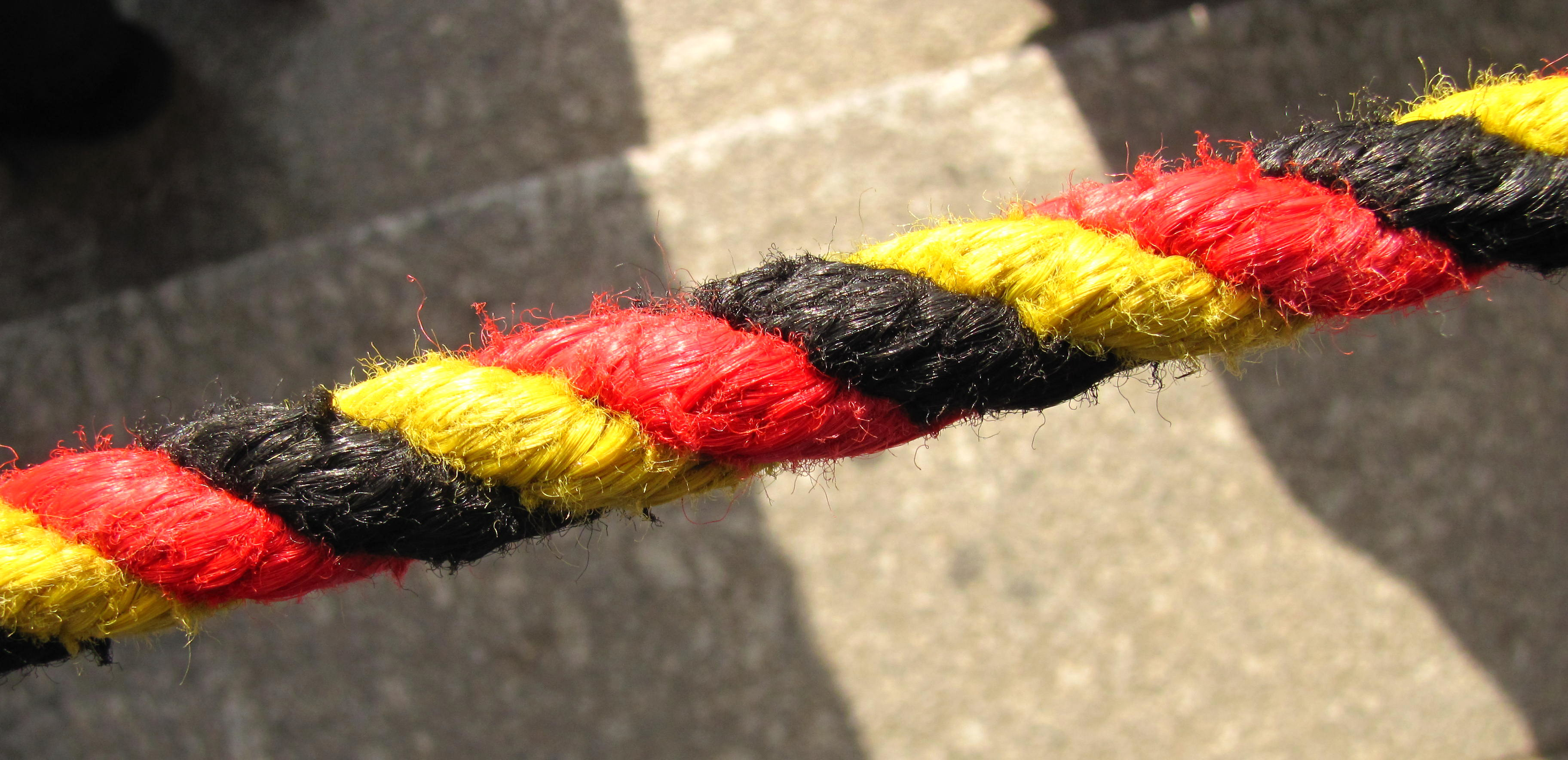
독일 연방의회에 존재하는 검정, 빨강, 금색의 안내선.

독일의 국색은 검정색, 빨간색, 황금색이다. 독일의 국기도 1949년부터 이 색들로 이루어진 삼색기로 정했다.
이 색은 1815년 독일 민족주의와 독일의 통일이 올라오기 시작하는 초기 시기에 예나의 우어부르셴샤프트(Urburschenschaft)에서 채택되었다. 1860년대 이후, 한자 동맹의 기를 기반으로 한 전통적인 검정, 흰색, 빨강의 삼색기도 경쟁했으며, 이 색은 북독일 연방과 독일 제국의 기에 쓰였다. 1919년 바이마르 공화국은 다시 흑색, 적색, 금색의 삼색기를 채택했다. 이는 논쟁과 타협을 불러와 1922년 옛 기는 해외 독일 공관에서 다시 쓰이기 시작했다. 이에 대해서, 1924년 의회 민주주의를 지지하는 정당이 모여 바이마르 공화국의 유지를 지지하고 의회 지지를 표명하는 흑-적-금 3색을 대표하는 흑적금 국기단이 창설되었다. 반대로, 검정-흰색-빨강은 민족주의, 군주제, 반공주의를 나타내는 색으로 쓰이게 되었다.

## 같이 보기
- 독일의 국기
- 독일의 기 목록
- 독일의 주기